# バラ・オブ・フェアラム
バラ・オブ・フェアラム（Borough of Fareham）は、イングランド南東部、ハンプシャーにある非都市ディストリクト。中心地はフェアラム。
1972年地方自治法により設立され、1974年4月1日にバラ・ステータスを獲得した。
2019年半ば時点での推計人口は116,233人。

## 地理
ハンプシャー南部に位置し、南側でイギリス海峡、東側でポーツマス湾に面している。
隣接する自治体
- イーストリー
- シティ・オブ・ウィンチェスター
- ポーツマス
- ゴスポート

主な町・村
- フェアラム - 庁舎所在地
- ポーチェスター（英語版）

## 政治・行政
1999年以降は一貫して保守党が与党として行政を行なっている。行政の長は議員の中から投票によって毎年選出される。
| 政党 | 政党       | 議席数 |
|      | 保守党     | 23     |
|      | 自由民主党 | 5      |
|      | 無所属     | 3      |